# Paria (casta)

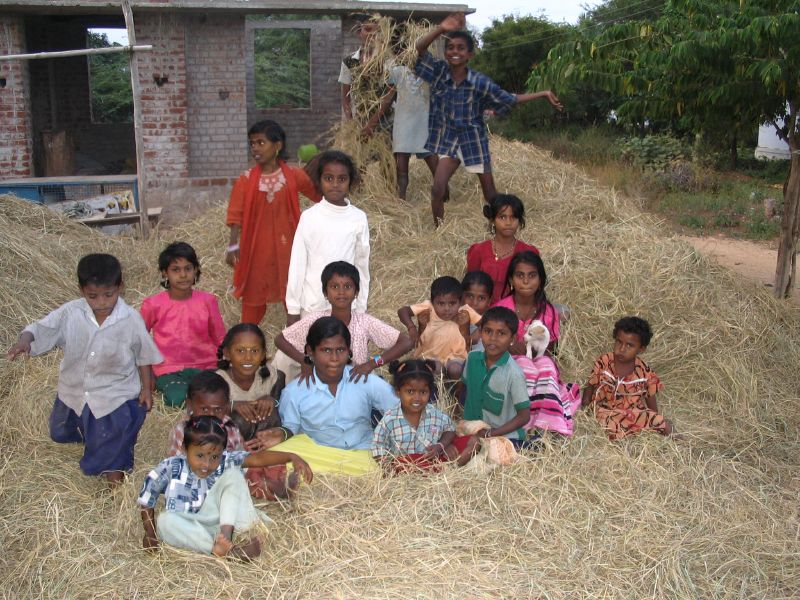
Madurai, villaggio dalit, 9 febbraio 2006

Paria o dalit (in passato definiti «intoccabili», attualmente considerati «oppressi») sono considerati avarna, cioè al di fuori del sistema sociale e religioso delle caste induista (ed è quindi erroneo elencarla come una quinta casta), includendo anche gli aborigeni indiani e gli stranieri. I Dalit sono costituiti da vari gruppi in tutta l'Asia meridionale. Parlano una varietà di lingue e praticano varie religioni. I Dalit formano il 16,6% della popolazione indiana secondo il censimento del 2012.

## Significato
Il termine paria è il singolare della parola paraiyar che sono il gruppo etnico dalit più cospicuo nel Tamil Nadu. Il termine dalit venne introdotto tra il 1885 e il 1890 dall'attivista Jyotirao Phule, contrario al sistema delle caste. Sviluppò la sua attività quando lui, appartenente alla casta dei Mali nella varna dei Vaishya venne allontanato dal matrimonio di un suo amico bramino. Il termine deriva dal sanscrito dal che significa «divisi, spezzati».
Gandhi sostituì questo termine con harijan, cioè «creature di Dio».

## Sistema castale
Brahmā, l'aspetto creatore di Dio secondo l'Induismo, creò gli uomini traendoli dalle varie parti del suo corpo, generando così le caste:
- Brahmini: custodi della scienza e sacerdoti, originati dalla testa dell'uomo primigenio;
- Kshatriya: guerrieri e governanti, originati dalle spalle dell'uomo primigenio;
- Vaishya: agricoltori, pastori e commercianti, originati dalla coscia dell'uomo primigenio;
- Shudra: servi, originati dai piedi.

All'esterno di questa gerarchia sociale, definita savarna, vi è poi il gruppo degli avarna (fuori casta), che include i dalit.

## Storia
I paria, gli impuri, sono coloro che esercitano professioni che hanno a che fare con la nascita (ostetriche, dottori) e la morte (macellaio, conciatore di pelli, giustiziere, crematore) o che vengono a contatto con la sporcizia (lavandaia, netturbino). A loro volta i Paria sono suddivisi in caste e sottocaste. Devono essere isolati dalla comunità in quanto possono rendere impuro un membro di caste superiori anche solo sfiorandolo con lo sguardo o con la propria ombra. Devono vivere fuori del villaggio ed è a loro vietato: utilizzare strade e fontane pubbliche; fare acquisti in un negozio frequentato dai membri di caste alte; preparare cibo per membri di caste alte; leggere e studiare i Veda ed accedere ai templi.
Fin dalla seconda metà del XIX secolo si è andato diffondendo un variegato movimento di riscatto degli «intoccabili» (dalit). Il mahatma Gandhi lottò in loro favore ed ottenne la parità di fronte alle leggi affinché potessero entrare nei templi come tutti gli Induisti, pur non essendo in gioventù contrario al sistema delle caste, riteneva fosse ormai degenerato. Grazie soprattutto all'intervento di Ambedkar, la Costituzione indiana, all'articolo 17, vieta la pratica dell'intoccabilità e ulteriori misure legislative sono intervenute a bandirla nelle sue varie articolazioni e a tutela di coloro che la subiscono.
(Articolo 17)
Nonostante discriminare qualcuno perché dalit (o di altre caste) sia quindi un illecito penale in India, tuttavia si è ancora distanti da una reale estirpazione di questo costume; anzi, pare che la crescita della consapevolezza tra gli «intoccabili» (dalit) dei loro diritti e un miglioramento delle condizioni di vita di molti di loro abbiano sollecitato le ire e le rivendicazioni di altre porzioni della società hindu, provocando scontri e sanguinosi incidenti. Inoltre le misure legislative promosse per sanare le disuguaglianze ereditate dal sistema castale hanno avuto l'effetto perverso di rendere ancora più evidenti gli «intoccabili» (dalit), esponendoli paradossalmente in modo maggiore alla discriminazione ordinaria. Il governo incentiva con premi in denaro i matrimoni tra caste diverse, e alcune persone dalit hanno sposato cittadini di caste superiori. Specialmente nei villaggi, però, le discriminazioni sono ancora praticate e ci sono stati numerosi omicidi e crimini d'odio contro i dalit, specie coloro che hanno cercato di contrastare il sistema delle caste (compreso quello delle sottocaste in cui sono a loro volta divisi i paria) o non l'hanno rispettato.
La mancanza di istruzione e formazione, nonché la discriminazione perpetrata a danno di coloro che cercano lavoro mantengono tutt'oggi questo giogo sui Dalit. Si stima inoltre che in India 40 milioni di persone, di cui almeno 15 milioni di bambini, siano sfruttate e sotto il giogo del bonded labor, termine che si riferisce all'impiego di una persona in stato di schiavitù per ripagare un debito che a causa degli alti interessi applicati e dei salari incredibilmente bassi nel caso dei dalit è praticamente impossibile ripagare tanto che si trasmettono così di generazione in generazione.
L'intoccabilità, che si manifesta tuttora in molti aspetti della vita quotidiana, oltre a rappresentare una violazione dei diritti fondamentali, continua a costituire un ostacolo imponente allo sviluppo ed alla realizzazione di una società che possa dirsi veramente democratica. Altro aspetto rilevante della questione degli «intoccabili» è il tema della religione. Ambedkar, infatti, avendo sempre biasimato la dottrina hindu per la sua colpevolezza nell'aver diffuso e mantenuto pregiudizi 'castisti', decise, poco prima di morire, di abiurare l'induismo e abbracciare il buddhismo (rivale storico dell'egemonia sacerdotale hindu), fondando il Movimento Buddhista Dalit di scuola Theravada srilankese. A questa conversione, più politica che mistica, seguirono le conversioni, non necessariamente al buddhismo, di masse considerevoli di dalit. Oltre al buddhismo, molti si convertirono a correnti induiste minori che non appoggiano il sistema castale o lo criticano (Advaita Vedānta e il nuovo movimento internazionale denominato Hare Krishna), al cristianesimo (specialmente alla Chiesa cattolica) e anche all'islam. Al proposito, si calcola che circa 100 milioni di dalit di religione musulmana, di cui una parte convertiti, vivano attualmente in India.

## I Dalit e la politica
I Dalit sono ancora adesso vittime di emarginazione e abusi, trattati «come gli animali e anche peggio di loro». Grazie a nuove legislazioni, essi ora godono di un certo aiuto nel campo dell'educazione e del lavoro ma il loro status sociale non è cambiato e rimangono ai margini della società. I partiti politici fanno di tutto per comprare i loro voti (anche materialmente), ma nonostante siano molto numerosi non riescono a esercitare alcun potere nella politica indiana in quanto raramente si interessano a essa.
Tra l'altro, le quote garantite ai Dalit dalla Costituzione in materia di istruzione, lavoro e seggi parlamentari, non vengono mai completamente coperte: ai Dalit è riservato il 22,5% dei posti, ma più della metà non vengono ricoperti su indicazione della Commissione statale per le caste e le tribù registrate (scheduled castes e scheduled tribes): nell'ambito del servizio pubblico i posti non ricoperti arrivano all'80% e per i posti di lavoro nelle banche statali al 45%. Per contro il 70% delle funzioni più qualificate sono ricoperte dagli appartenenti alla casta più alta, quella dei Bramini, sebbene rappresentino solo il 5% della popolazione.
Un'eccezione è nello stato di Uttar Pradesh, dove la leader dalit Mayawati Prabhu Das è stata quattro volte Primo Ministro locale tra il 1997 e il 2012.

## Uso del termine nella cultura
Nel libro Paria dei cieli, Isaac Asimov descrive una situazione di oppressione e abbandono nei confronti della Terra da parte dei restanti mondi che popolano la galassia.
Per estensione del concetto di esclusione, il termine paria viene attribuito a persone di infima condizione sociale, che vivono nell'isolamento rispetto alla maggioranza.